# Raspinell de l'Himàlaia
El raspinell de l'Himàlaia (Certhia himalayana) és una espècie d'ocell de la família dels cèrtids (Certhiidae) que habita boscos boreals de coníferes de l'Himàlaia i boscos temperats, a l'est del Turquestan, Turkmenistan,Uzbekistan, Iran, Kazakhstan, l'Afganistan, nord del Pakistan i l'Índia, el Nepal, Myanmar i oest de la Xina.

## Taxonomia
Es reconeixen quatre subespècies:
- Certhia himalayana himalayana (Vigors, 1832);[5]
- Certhia himalayana ripponi (Kinnear, 1929);[6]
- Certhia himalayana taeniura (Severtsov, 1873);[7]
- Certhia himalayana yunnanensis (Sharpe, 1902).[8]